# Pasar Pandan Air Mati
Pasar Pandan Air Mati is een bestuurslaag in het regentschap Solok van de provincie West-Sumatra, Indonesië. Pasar Pandan Air Mati telt 5275 inwoners (volkstelling 2010).